# Гапоненко, Тарас Гурьевич
Тара́с Гу́рьевич Гапоне́нко (1906—1993) — советский, российский художник-живописец. Народный художник СССР (1976). Лауреат Сталинской премии второй степени (1947).

## Биография
Родился 20 февраля (5 марта) 1906 год в деревне Старая Заворонь (ныне в Угранском районе Смоленской области) в крестьянской семье.
В 1924—1930 годах учился во ВХУТЕМАС-ВХУТЕИНе в Москве у П. В. Кузнецова, В. А. Фаворского, Н. М. Чернышёва, К. Н. Истомина.
Его произведения посвящены в основном жизни колхозной деревни.
В мае 2020 года картина художника «Рабовладельцы» (1942), на которой изображён солдат немецкой армии, убирающий в кобуру оружие, из которого только что застрелил русскую женщину на глазах её ребёнка, — была отмечена В. Путиным как «пробирающая до слёз». Президент России увидел картину на выставке «Память поколений» в 2019 году.
Среди работ: монументально-декоративные панно «Знатные люди страны Советов» для Советского павильона на Всемирной выставке (Нью-Йорк, совм. с другими, 1939). Иллюстрации к рассказам А. П. Чехова («Детгиз», 1944, 1945, 1947, 1958).
Преподавал в Центральной студия ВЦСПС (1938—1939), Московском городском педагогическом институте им. В. П. Потёмкина (1952—1953).
Работал во Всекохудожнике (1948—1953).
Член ОМАХРР (1928—1929), АХРР (1929—1931), РАПХ (1931—1932), Союза художников СССР с 1932.
Член-корреспондент АХ СССР (1954). Исполнял обязанности председателя Оргкомитета СХ СССР (1954).
Автор книги «Монументальная живопись в прошлом и настоящем» (М., 1931).
Тарас Гапоненко умер 11 октября 1993 года в Москве. По инициативе родственников после кремации урну с прахом захоронили рядом с могилой сестры на родине, в урочище Мышенка Угранского района Смоленской области. Могила находилась в аварийном состоянии на труднодоступном лесном погосте исчезнувшей деревни. В 2017 году на могиле художника установлена памятная плита.

## Награды и звания
- Заслуженный деятель искусств РСФСР (1954)
- Народный художник РСФСР (1968)
- Народный художник СССР (1976)
- Золотая медаль Всемирной выставки в Париже (1937) за картину «На обед к матерям»
- Сталинская премия второй степени (1947) за картину «После изгнания фашистских оккупантов» (1946)
- Орден Дружбы народов

## Творчество
- «На выгоне» (1927)
- «Выход колхозниц на работу» (1933), ГТГ
- «На обед к матерям» (1935), ГТГ
- «Начальник политотдела осматривает поля» (1938)
- «Рабовладельцы» (1942), Ростовский музей изобразительных искусств
- «Немцы ушли» (1942)
- «Ведут пленных» (1943)
- «В лесах Смоленщины» (1945)
- «После изгнания фашистских оккупантов» (1946), ГТГ. Первый вариант этой картины (1944) передал Смоленскому музею (экспонируется в художественной галерее)
- «Агитатор в поле» (1951)
- «После работы» (1956)
- «В птичьем городке» (1960), ГРМ